# Centris willineri
Centris willineri är en biart som beskrevs av Jesus Santiago Moure 2000. Centris willineri ingår i släktet Centris och familjen långtungebin. Inga underarter finns listade.